# Collateralized debt obligation
Un'obbligazione di debito collateralizzato, in inglese collateralized debt obligation e spesso abbreviata in CDO, è un tipo di titolo garantito da attività (asset-backed security, o ABS) strutturato. In origine sviluppata come uno strumento per i mercati obbligazionari societari, dopo il 2002 le CDO diventano un veicolo per rifinanziare titoli garantiti da ipoteca (mortgage-backed security, o MBS). Come altri titoli garantiti da attività privati, una CDO può essere pensata come una promessa di pagare gli investitori secondo una sequenza prestabilita, basata sul flusso di cassa che la CDO raccoglie dalle obbligazioni e le altre attività o asset che possiede. La CDO si distingue per il fatto che il rischio di credito è tipicamente basato su una probabilità di default (PD) ricavata dalle valutazioni di quelle obbligazioni o attività.
La CDO è divisa in sezioni dette tranche, che "catturano" il flusso di cassa desiderato e i principali pagamenti in sequenza basandosi sulla loro seniority. Se alcuni prestiti sono insolventi, e il denaro raccolto dalla CDO è insufficiente per pagare tutti i suoi investitori, coloro che stanno nelle tranche inferiori, più "junior" soffrono per primi la perdita. Gli ultimi a perdere pagamenti per le insolvenze sono le tranche più senior e pertanto più sicure. Di conseguenza, pagamenti dei coupon (e dei tassi d'interesse) variano a seconda della tranche, dove quelle più sicure ricevono i tassi più bassi e quelle inferiori ricevono i tassi più alti per compensare il loro maggior rischio di insolvenza. Ad esempio, una CDO potrebbe istituire le seguenti sezioni in ordine di sicurezza, Senior AAA (a volte dette "super senior"), Junior AAA; AA; A; BBB; Residue.
Sono società di progetto separate—piuttosto che la banca d'investimento ad esse legata—a rilasciare le CDO e pagare gli interessi agli investitori. Man mano che le CDO si sviluppano, alcuni finanziatori ri-impacchettano le tranche in un'altra iterazione, conosciuta come CDO al quadrato, CDO di CDO o o CDO sintetica.
All'inizio degli anni 2000, il debito sottostante alle CDO era generalmente diversificato, ma al 2006–2007—quando il mercato delle CDO crebbe fino a centinaia di miliardi di dollari—la situazione cambiò. Il collaterale delle CDO diventò dominato da sezioni ad alto rischio (BBB o A) riciclate da altri titoli garantiti da attività, che solitamente erano mutui subprime. Queste CDO sono state definite «il motore che alimentò la catena logistica dei mutui» per i mutui subprime, e sono state giudicate responsabili di dare ai prestatori maggiori incentivi per fare prestiti subprime, portando così alla crisi dei subprime del periodo 2007-2009.

## Funzionamento
La società emittente non esercita un'attività economica e non emette obbligazioni per finanziare progetti d'investimento, ma acquista un portafoglio obbligazionario composto da diversi ABS (o da loro tranche), lo trasforma in una CDO e lo trasferisce a una società veicolo.
L'SPV provvede a ripartire tra diverse tranche il reddito proveniente dalle obbligazioni ABS, incanalandolo innanzitutto verso le tranche più senior della CDO, poi verso quella con seniority immediatamente successiva e così via, in modo ulteriore rispetto a quanto già fatto nel momento in cui, a monte, sono stati creati gli ABS.
Rappresentano, ed è questo il vantaggio per l'emittente, uno strumento per creare debito di alta qualità da debito di media (o anche bassa) qualità, che di per sé potrebbe non trovare collocazione sul mercato: infatti, gli investitori di ABS sottoscrivevano le redditizie e poco rischiose ABS di rating senior, mentre le banche si trattenevano le rischiose, ma proprio per questo dagli alti rendimenti, tranche junior.
Per rendere appetibili le mezzanine (rating intermedio), si è pensato a impacchettare in un unico nuovo strumento finanziario (la CDO) tutte le tranche mezzanine degli ABS in circolazione. Nasce, così, una CDO con un rating particolarmente elevato, in quanto permette di emettere nuove tranche senior.

## Critiche
L'enorme numero di debiti individuali sottostanti la singola obbligazione CDO rende di fatto impossibile valutarne i rischi di insolvenza connessi: la conseguenza è che gli acquirenti si espongono a rischi non immediatamente evidenti, celati dietro la natura diversificata del titolo. La difficoltà nella valutazione del rischio associato ha permesso la creazione di CDO con rating alti ma aventi come sottostante un gran numero di crediti di dubbio merito. Gli alti rating assegnati alle tranche senior (generalmente AAA) hanno permesso l'esposizione alla crisi dei subprime di fondi monetari e fondi pensione, che normalmente sono autorizzati ad investire solo in titoli ad alto merito di credito.
A loro volta le varie tranche delle CDO possono essere impiegate per andare a creare altre CDO (CDO al quadrato) o CDO sintetiche (se affiancati anche a credit default swap): emerge, pertanto, un'ulteriore difficoltà per le agenzie di rating nel valutare correttamente tali obbligazioni.

## Nella cultura di massa
Le obbligazioni di debito collateralizzato e il loro impatto nella crisi dei mutui subprime sono stati trattati nel film La grande scommessa, uscito nel 2015.